# Flaschenpost

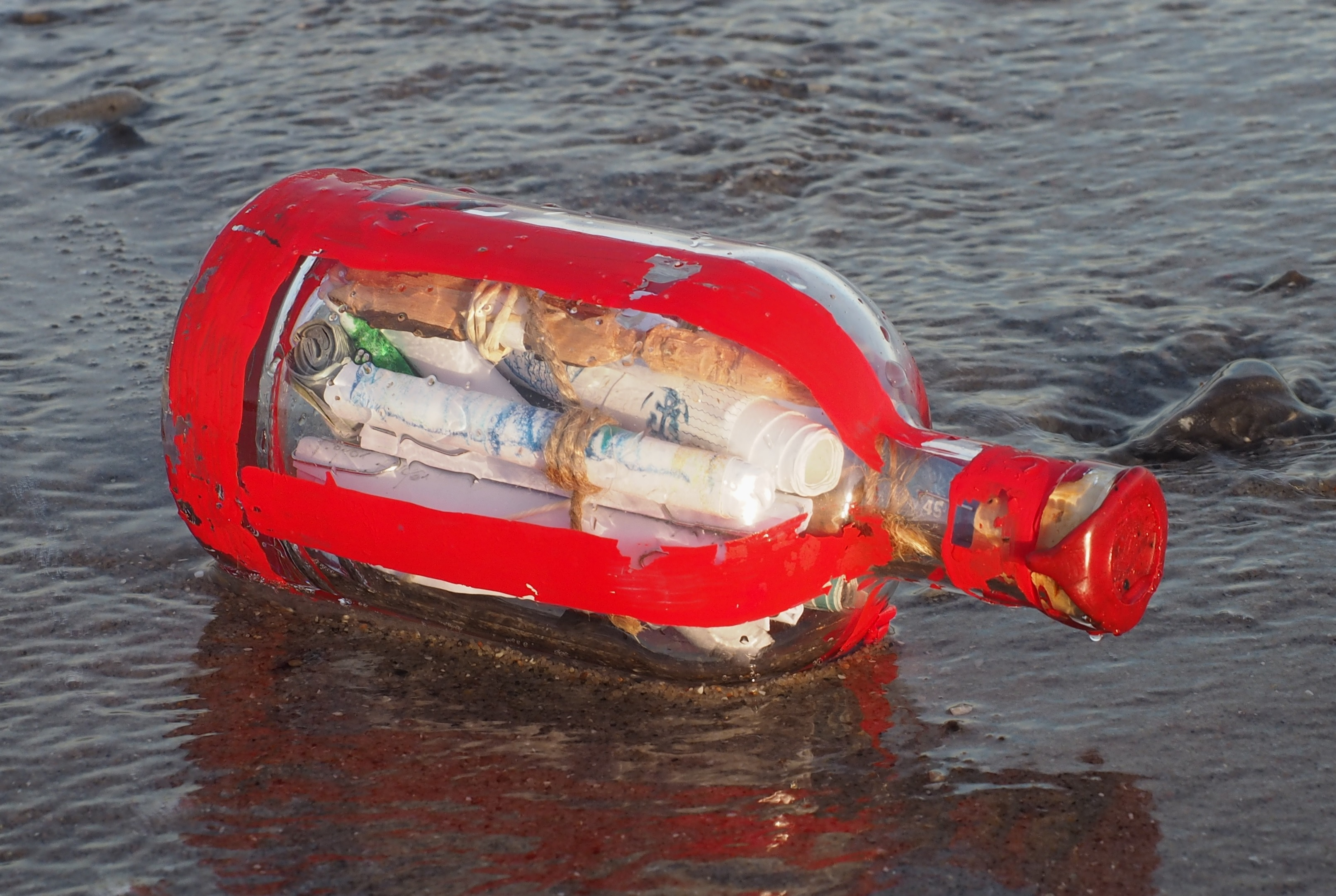
Flaschenpost

Eine Flaschenpost ist eine leere Flasche oder ein anderes schwimmfähiges Gefäß, das mit einem Dokument und eventuell anderen kleineren Gegenständen gefüllt wird, um – wasserdicht verschlossen – in ein Gewässer (meist einen Fluss oder einen Ozean) geworfen zu werden. Der Sender hat dabei die Hoffnung, dass die Strömung die Botschaft an einem anderen Ort an Land spült, wo sie dann von einem Finder entdeckt werden kann.

## Gebrauch

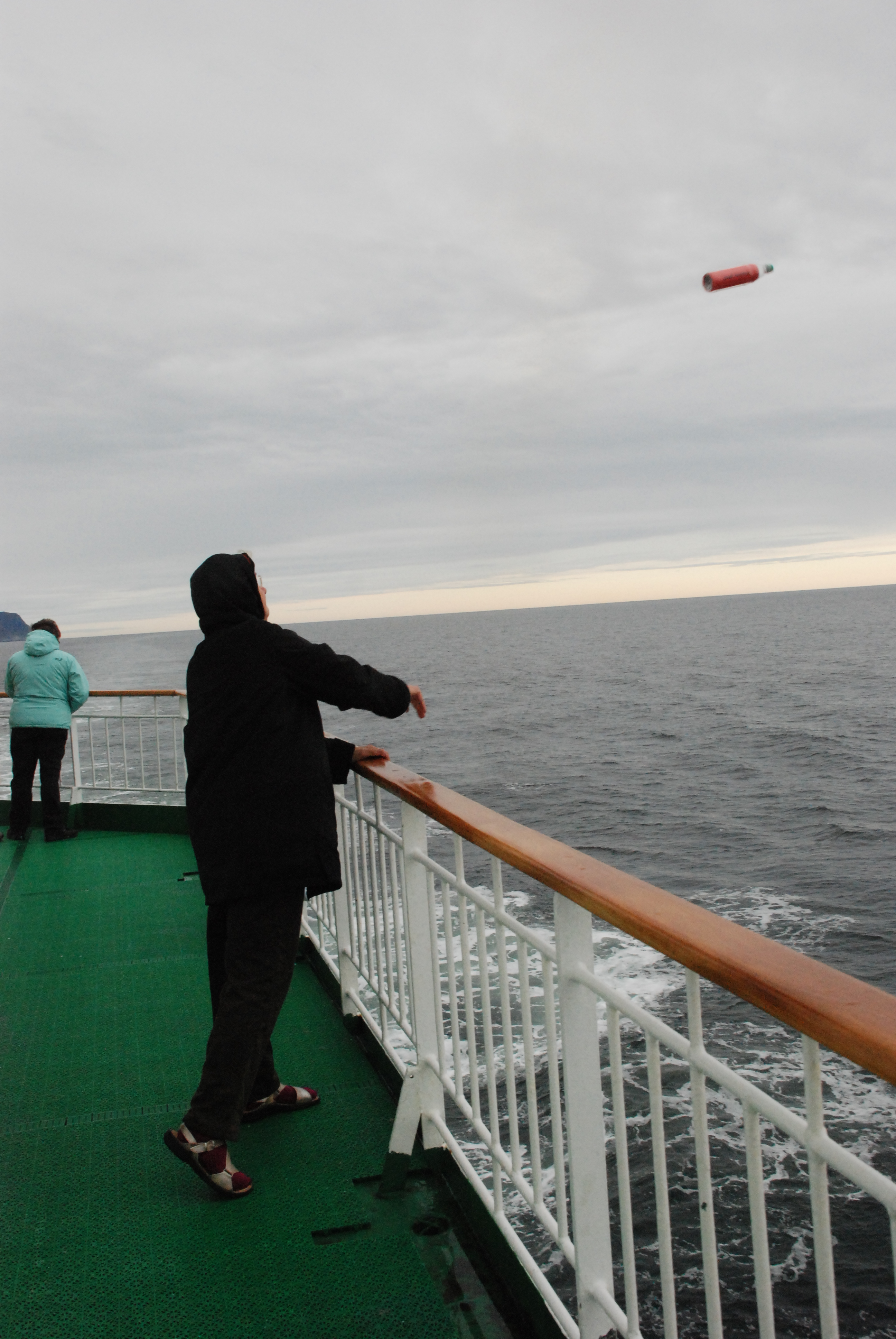
Flaschenpoststart (Hurtigruten, 2011)

Der Volksmund verbindet mit der Flaschenpost hauptsächlich Hilferufe von Schiffbrüchigen, denen keine andere Möglichkeit bleibt, Rettung zu erbitten.
Angeblich hat bereits Christoph Kolumbus auf seiner Fahrt nach Westen 1493 von einer Art Flaschenpost Gebrauch gemacht, indem er während eines schweren Sturmes ein Zedernfässchen mit Nachrichten für den Katholischen König (Ferdinand II. und dessen Ehefrau Isabella I.) den Wellen übergab. Allerdings erreichte diese Post den Empfänger nicht.
In früheren Zeiten wurde die mit einem Hilfeersuchen aufgefundene Flaschenpost bei den lokalen Behörden abgegeben, die das Schriftstück an den zuständigen Konsul des Landes weiterleiteten. Auf langen Schiffsreisen wurden z. B. von Auswanderern Briefe an die Daheimgebliebenen mit Geld für Porto in einer Flasche im Meer ausgesetzt, in der Hoffnung, dass die Nachricht gefunden wird und vom Finder per Briefpost an die Adressaten weitergeleitet wird.
Von Bewohnern einsamer Inseln werden Flaschenposten auch als Verkehrsmittel benutzt. Beispielsweise ist dies auf den Westmännerinseln bekannt, die vor der Südküste Islands liegen. Wollten die Bewohner dieser Inseln Briefe an Bekannte an der Südküste Islands abschicken, so legten sie sie in eine Flasche und fügten für den Finder und Weiterbeförderer der Briefe etwas Tabak bei. Die Flasche wurde bei Südwind ins Meer geworfen, so dass sie nach Island herüber getrieben werden konnte.
Wird heute eine Flaschenpost versandt, so geschieht dies meist aus Neugierde: In der Flasche befinden sich eine kurze Nachricht des Absenders sowie seine Postadresse. Ziel ist es in diesem Fall, eine kurze Nachricht von einem möglichst weit entfernten Ort zu bekommen, an dem die Flasche angespült wurde. Nicht selten geschieht es auch, dass Briefmarkensammler eine Flaschenpost mit einer Postkarte und der Erwartung losschicken, die Karte mit einer ausländischen Briefmarke zurückzubekommen.

## Wissenschaftlicher Gebrauch
Als Hilfsmittel der Wissenschaft hat die Flaschenpost wesentlich zur Erforschung der Richtung und Geschwindigkeit der Meeresströmung beigetragen, erstmals 1802 zur Auskundung des Golfstromes, später bei den Untersuchungen des Fürsten Albert von Monaco, der Deutschen Seewarte in Hamburg, welche zu dem Zweck seit 1878 Vordrucke verwendete, und des amerikanischen Marinedepartements in Washington. Die Flaschen waren mit einem Flaschenfindezettel versehen, der die genaue Zeit und geographische Lage des Ortes enthielt, an dem die Flaschenpost dem Meer übergeben wurde. Der Finder wurde in mehreren Sprachen aufgefordert, seinerseits Ort und Zeit zu vermerken und dann den Zettel an das hydrographische Institut seines Landes abzuliefern. Die Wege solcher Flaschenposten wurden seit 1842 in sogenannte Flaschenkarten eingetragen, die teilweise erhebliche Weglängen und überraschende Geschwindigkeiten dokumentieren. Beispielsweise legte eine im Bereich des Äquatorialstroms ausgeworfene Flasche in 154 Tagen 2700 Seemeilen (ca. 5000 km), also 17 Seemeilen (ca. 32 km) pro Tag zurück.
Ein weiteres Beispiel ist die der deutschen Brigg Marco Polo, welche am 23. August 1873 bei 48° 11′ nördlicher Breite und 6° 56′ westlicher Länge um 8 Uhr eine Flasche aussetzte. Diese wurde am 26. Oktober 1873 um 16 Uhr bei Oudeschild auf Texel (Niederlande) aufgefunden (53° 3′ nördliche Breite, 4° 11′ östliche Länge). Täglich wurden also etwa 8,3 Seemeilen (ca. 15 km) zurückgelegt.
Insbesondere in der Arktis wurde die Flaschenpost mit Erfolg verwendet, um Nachrichten von Polarexpeditionen zu übermitteln.
Als moderner Nachfolger der Flaschenpost übernahm die Treibboje die Tätigkeit, um die Richtungen der Meeresströmungen zu ermitteln. Im Jahr 2008 waren auf den Weltmeeren etwa 3000 dieser Geräte ausgesetzt. siehe auch: Argo (Programm).
Zu einem unfreiwilligen wissenschaftlichen Gebrauch entwickelte sich eine Ladung Quietscheentchen, welche über Bord gegangen waren, siehe: Friendly Floatees.

## Überwindung geschlossener Grenzen
Überläufer von Nordkorea nach Südkorea werfen seit mehr als 2 Jahren – Stand April 2018 – zweimal monatlich auf einer Insel Südkoreas Flaschen mit Essen, Reis, Geld, Medikamenten, politischen Informationen, USB-Sticks mit Musik ins Meer in der Hoffnung, dass sie von Nordkoreanern gefunden werden.

## Rekorde
Die älteste erhaltene Flaschenpost wurde am 14. Juli 1864 von Georg von Neumayer am Kap Hoorn ins Wasser geworfen, gefunden wurde sie am 9. Juni 1867. Heute ist sie Teil der Flaschenpostsammlung des Bundesamts für Seeschifffahrt und Hydrographie in Hamburg. Die Sammlung umfasst 662 zurückgesandte Briefe und dürfte damit die wohl größte ihrer Art auf der Welt sein. In fünf Büchern sind die Auffindezettel chronologisch von 1864 bis 1933 zusammengefasst, wobei die Jahrgänge 1901 bis 1927 in Folge des Zweiten Weltkrieges verloren gingen.
Einen Eintrag ins Guinness-Buch der Rekorde als unmöglichste Flaschenpost erhielt 1998 eine Weinflasche, die 1993 als Flaschenpost bei Hennef in die Sieg geworfen wurde und 1996 in Falmouth (Maine) gefunden wurde.
Ein Eintrag in das Guinness-Buch der Rekorde 2001 als kleinste postversandfähige Flaschenpost der Welt erfolgte für eine Flasche mit 25 mm Durchmesser und 95 mm Höhe. Präsentiert wurde sie von Rainer Krempel aus Remscheid am 16. März 2000.
Die Flaschenpost mit der bis dahin längsten nachgewiesenen Zustelldauer war ein Brief, der 1903 von einer deutschen Südpol-Expedition bei Tasmanien ausgesetzt und am 19. März 1955 in Neuseeland angespült wurde.
Ende August 2012 wurde die bis dahin am längsten im Meer getriebene Flaschenpost vor den Shetland-Inseln nördlich von Schottland von einem Fischer gefunden. Forscher aus Glasgow hatten die Flasche im Juni 1914 mit fast 2000 weiteren Flaschen ins Meer geworfen. In der Flasche steckte eine Postkarte und eine Aufforderung an den Finder, die Karte an die Fischereibehörde zurückzuschicken. Dafür wurde ein kleines Belohnungsgeld versprochen. Ziel war es, eine Karte der Meeresströmungen vor Schottland zu schaffen. Das Guinness-Buch der Rekorde bestätigte, dass keine bislang bekannte Flaschenpost länger im Meer war.
Allerdings schrieb Carl Weyprecht 1874, als er die Mannschaft der Österreichisch-Ungarischen Nordpolexpedition zum Durchhalten bewegte, eine Flaschenpost, in der er die Ereignisse beschrieb, und übergab sie auch zu diesem Zeitpunkt dem Meer. Diese Flasche wurde 104 Jahre später, im Jahr 1978, von einem russischen Forscher, Wladimir Serow, auf der Insel Lamont im Franz-Josef-Land, Russland gefunden. Sie kam auf diplomatischem Weg im Jahr 1980 nach Wien und befindet sich heute im Besitz der Österreichischen Akademie der Wissenschaften. Laut Anna Stockhammer, Petra Svatek (Kleine Zeitung, Print, 27. Mai 2023, S. 12) verbarg jedoch schon Weyprecht selbst die Flasche in einer Steinpyramide auf Lamont.
Im März 2014 wurde gemeldet, dass der Fischer Konrad Fischer aus Heikendorf in Schleswig-Holstein in der Kieler Förde die damals älteste Flaschenpost als Beifang in seinem Netz vorgefunden hat. Die Bierflasche enthielt eine Postkarte, die mit zwei Briefmarken aus dem deutschen Kaiserreich beklebt war und das Datum vom 17. Mai 1913 trug. Der Absender bittet den Finder, er möge die Karte an seine Adresse zurückschicken. Sie wird heute im Internationalen Maritimen Museum Hamburg ausgestellt.
Im April 2015 fand eine Spaziergängerin am Strand von Amrum eine Flaschenpost, die George Parker Bidder III, Vorstandsmitglied der Marine Biological Assocoation, im britischen Plymouth am 30. November 1906 ins Meer gelassen hatte. Bidder hatte seinerzeit ungefähr 1.000 Flaschen in die Nordsee gesetzt, um in ihrem Tiefenbereich die Ost-West-Strömung beweisen zu können. Die Flaschen waren durch Bleigewichte bzw. Sandballast so getrimmt, dass sie nur knapp über dem Meeresboden trieben. Die Finderin hatte die der Flasche beigelegte Postkarte wunschgemäß an die MBA zurückgesandt und erhielt dafür den auf der Postkarte als Finderlohn versprochenen Shilling aus der damaligen Zeit. Im März 2016 wurde diese Flaschenpost, die damit 108 Jahre und 138 Tage im Meer gewesen war, von den Guinness World Records als älteste Flaschenpost der Geschichte bestätigt.
Am 21. Januar 2018 wurde am Strand von Wedge Island, nördlich von Perth in Australien, eine über 131 Jahre alte Flaschenpost entdeckt. In der Flasche befand sich ein gedrucktes Formular in deutscher Sprache, adressiert an die „Seewarte in Hamburg“. Da die Handschrift darauf teilweise lesbar war, konnte das Datum auf den 12. Juni 1886 festgelegt werden. Nach Recherchen des Western Australia Museum in Perth wurde sie von Bord der deutschen Frachtbark Paula in den Indischen Ozean geworfen, um im Rahmen eines langjährigen Projekts der Seewarte, bei dem tausende Flaschen von dazu verpflichteten deutschen Schiffen ausgesetzt wurden, Meeresströmungen zu erforschen. Durch Handschriftvergleich mit dem Bordbuch wurde der Kapitän O. Diekmann als Absender identifiziert.

## Ähnliche Verfahren
Der landnahe Start von aufschwimmender Flaschenpost wird oft durch die in der Regel zur Küste, zum Ufer laufende und treibende Brandung behindert, eine Flasche aus spröden Glas kann durch Wellenbewegung an Steinen, einem Pier oder Schiffsrumpf zerschellen und sinken. Klare Kunststoffflaschen können durch Anreiben trüb und letztlich leckgescheuert werden. Flaschenpost auf Flüssen wird durch Stauwerke behindert.
Flaschenpost kann auch in einem Gewässer versenkt werden. Sabrina und Dennis Schwalbe aus Hamburg versenkten während ihrer Flitterwochen im August 2012 eine Flasche bei Malcesine im Gardasee, I, die Mitte Juli 2023 dort gefunden wurde. Durch mediale Aufrufe gelang es binnen einiger Tage die nicht explizit genannten Urheber ausfindig zu machen.

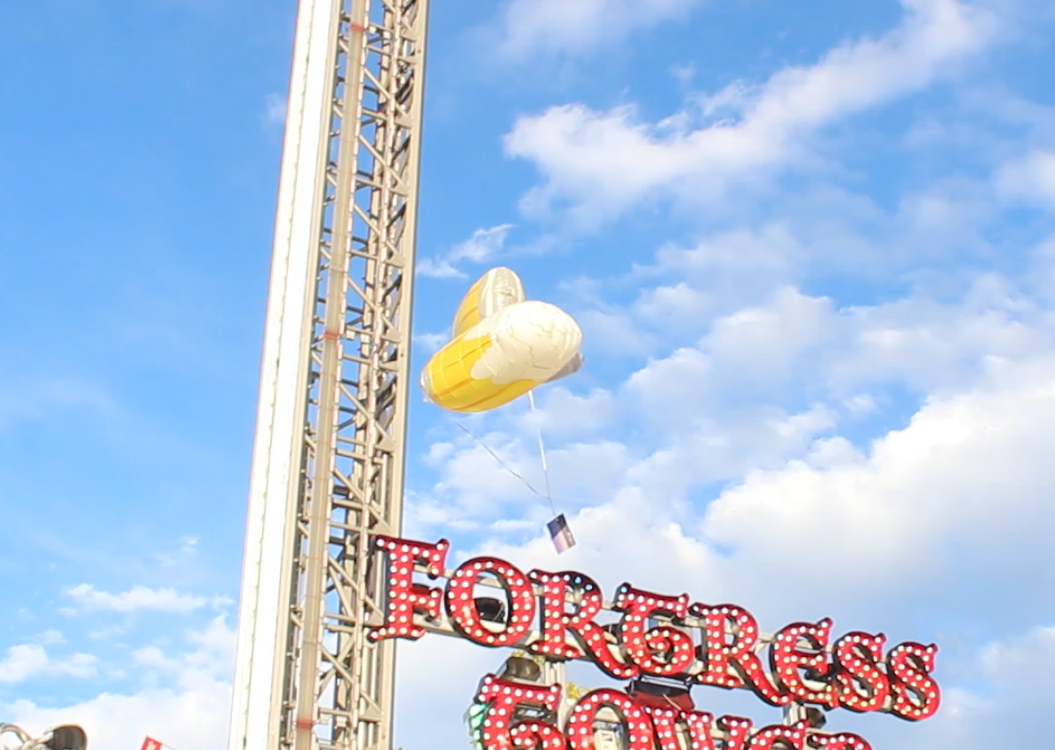
Start eines von zwei Ballonen getragenen Ballonbriefes am 27. September 2024 auf dem Cannstatter Volksfest

Ballonpost ist das analoge Verfahren um ungerichtete Botschaften durch die Atmosphäre zu schicken. Treibende Momente der Bewegung sind Aufsteigen durch Auftrieb nach Archimedes, Luftströmung, Fall unter Strömungswiderstand, wenn der Ballon Gas verloren hat oder gar geplatzt ist. Ballons können von der lufthindernisfreien Land- oder Wasseroberfläche, oder – technisch anspruchsvoll – von unter Wasser gestartet werden. Ballonpost kann jeden Ort der Erdoberfläche erreichen.
Auch in den Weltraum wurden der Flaschenpost vergleichbare Botschaften schon geschickt. So besitzen die Raumsonden Pioneer 10 und 11 sowie Voyager 1 und 2 eine goldene Plakette bzw. die Voyager-Raumsonden eine goldene Datenplatte an Bord für den Fall, dass sie einmal von Außerirdischen gefunden werden sollten.
Mit einer Zeitkapsel werden Botschaften oder Dinge (Münzen, Chroniken, Zeitungen etc.) an einen unbekannten, zukünftigen Finder hinterlegt bzw. eingemauert.

## Flaschenpost als Markenzeichen
Der Name Flaschenpost ist eine eingetragene, geschützte Marke. Die ersten Schutzrechte wurden 1990 beim deutschen Patent- und Markenamt eingetragen. Weitere Marken für weitere Waren- und Dienstleistungsklassen folgten in den Jahren 1991 bis 2006.

## Flaschenpost in der Kunst
Eine Flaschenpost dient oft als stilistisches Mittel, um den bislang unbeteiligten Finder in ein Abenteuer zu verstricken, oder als letztes Rettungsmittel aus hoffnungsloser, allein nicht zu bewerkstelligen Lage der Hauptperson.

### Ausstellungen und Sammlungen

Der Flaschenpostautomat der Künstlerin Kirsten Kaiser stellte im Museum für Kommunikation Hamburg Flaschen, Korken, Formular und Bleistift zur Verfügung.

Der Kölner Künstler Joachim Römer sammelt seit 1998 am Kölner Rheinstrand Botschaften aus Flaschen, Gläsern, Dosen oder sogar Luftballons aus dem Rhein. Die Sammlung umfasste 2015 rund 1400 Objekte, die er für seine Installation „1000 und 1 Flaschenpost“ benutzt. Diese Wanderausstellung war unter anderem im Museum am Strom in Bingen am Rhein sowie anschließend im Duisburger Museum der Deutschen Binnenschifffahrt zu sehen.
Im Museum für Kommunikation Frankfurt war vom 16. Mai bis 4. September 2016 die Ausstellung „Mit dem Strom und gegen die Zeit. Treibgut Flaschenpost“ zu sehen.

### Flaschenpost als Metapher
Theodor W. Adorno benutzte die Metapher „Flaschenpost“ zunächst in Bezug auf Neue Musik („keiner will mit ihr etwas zu tun haben, sie verhallt ungehört, ohne Echo“) und später im Exil auch in Hinblick auf seine eigene Theorie. Theorie als Flaschenpost bedeutet in diesem Sinne, etwas ins Ungewisse zu senden, ohne Adressaten – in der Hoffnung, dass in einer Zukunft dieser Adressat geboren wird. Manchmal wird die Metapher auch im Sinne eines Vermächtnisses gebraucht, wie in Friedrich Kittlers Flaschenpost an die Zukunft von Till Nikolaus von Heiseler.

### In der Literatur
- Edgar Allan Poe: MS. Found in a Bottle
- Harald Beer: Die Flaschenpost
- Michael Ende: Jim Knopf und Lukas der Lokomotivführer
- Jules Verne: Die Kinder des Kapitän Grant
- Jules Verne: Die geheimnisvolle Insel
- Jules Verne: 20.000 Meilen unter dem Meer
- Jules Verne: Die Erfindung des Verderbens
- Anton Schnack: Die Flaschenpost (Poesie)
- Hubert Schirneck: Flaschenpost für Papa (Kinderbuch)
- Ralf Paul: Helden (Comic)
- Michael Schulte: Die Flaschenpost des Herrn Debussy
- Wilhelm Muster: Vom Nutzen der Flaschenpost oder Der Umweg über Westindien
- Kirsten Boie: Linnea schickt eine Flaschenpost
- Astrid Lindgren: Pippi in Taka-Tuka-Land (Kinderbuch)
- Klaus Kordon: Die Flaschenpost
- Walter Klier: Flaschenpost
- Christoph Meckel: Flaschenpost für eine Sintflut
- Enid Blyton: Fünf Freunde und die Flaschenpost
- Die drei Fragezeichen: Geheime Flaschenpost (Kids-Ratekrimis)
- Tove Jansson: Wer tröstet Toffel? (1960)
- Jussi Adler-Olsen: Erlösung Flaskepost fra P. 2009
- Otfried Preußler: Neues vom Räuber Hotzenplotz (vorgebliche Flaschenpost)
- David Brin: Existenz
- Hugo Pratt: Corto Maltese – Südseeballade (Comic)
- Joachim Ringelnatz: Flaschenpost (1910)

### Im Film
- Fritz Lang: Die Spinnen
- Walter Ulbrich: Zwei Jahre Ferien (1974)
- Message in a Bottle – Der Beginn einer großen Liebe
- Michael Herbig: Lissi und der wilde Kaiser
- Star Trek: Raumschiff Voyager: Flaschenpost
- Caprona – Das vergessene Land
- Jacques Maillot: 75 cl Schicksal (1994)

### In der Musik
- Reinhard Mey: Studioalbum Flaschenpost mit dem gleichnamigen Lied aus dem Jahr 1998
- The Police: Message in a bottle
- Sandra Lüpkes: Strandgut – Die geheimnisvolle Flaschenpost
- Susan Schubert: Flaschenpost aus Hawaii
- In Extremo: Flaschenpost

### Im Theater
- Sandra Lüpkes: Wiegand Wattwurm und die geheimnisvolle Flaschenpost, Kindermusical

### Weitere Bedeutung
- Flaschenpost ist der Name einer deutschsprachigen Zeitung der Frauen in der Binnenschifffahrt e. V.
- One Person Librarians’ Flaschenpost ist eine Publikation des Berufsverbandes Information Bibliothek
- Die Piratenpartei Deutschland nennt ihr Nachrichtenmagazin Flaschenpost.

## Philatelistisches
Mit dem Erstausgabetag 2. November 2022 gab die Deutsche Post AG in der Dauerserie Welt der Briefe ein Postwertzeichen zum Thema Flaschenpost im Nennwert von 10 Eurocent heraus. Der Entwurf stammt von der Grafikerin Bettina Walter aus Bonn. 

## Rechtliches
In der Bundesrepublik Deutschland ist durch § 324 StGB (s.→Gewässerverunreinigung) geregelt, dass Gewässer nicht durch das Aussetzen von Gegenständen wesentlich verändert werden dürfen, wobei der Versuch strafbar ist. In der Praxis wird bei Verwendung von Schwimmgefäßen zum Zweck der Nachrichtenübermittlung, „im (nicht näher definierten) Rahmen“, außer bei Plastikflaschen, dieser Tatbestand als nicht erfüllt angesehen.